# Межег
Межег (Межёг, Межо́г, коми Межӧг) — село в Усть-Вымском районе Республике Коми. Административный центр одноимённого сельского поселения. Расположено на правом берегу Вычегды.
В 3 км к северу-востоку от села расположена станция Межег. Посёлок при станции первоначально также назывался Межог, в 1976 году для устранения путаницы между двумя населёнными пунктами его переименовали в Донаёль.

## Палеонтология
В отложениях раннего триасового периода (верхнеоленёкский подъярус) села Межог найден ископаемый образец темноспондильной амфибии Parotosuchus komiensis.

## Население
| 2010 |
| ---- |
| 164  |

## Известные уроженцы
- Минина, Мария Ивановна (1915—?) — советский хозяйственный, государственный и политический деятель, депутат Верховного Совета СССР 2-го созыва.